# Парижская Коммуна (Воронежская область)
Парижская Коммуна (до 1923 года Тресвятское) — село в Верхнехавском районе Воронежской области. Административный центр Парижскокоммунского сельского поселения.

## География и природа
Село располагается на левом берегу реки Усмань. Рядом находятся Заросший пруд и пруд Жирки. Село состоит из пяти улиц:
Улица Заречная
Улица Зелёная
Улица Пушкина
Улица Свободы
Улица Совхозная
На берегу реки в основном живут бобры. Можно встретить лысушек, зеленушек, рябчика и других птиц. На реке можно увидеть кувшинки.

## История

### Дореволюционный период
Село возникло в 1730-е годы и первоначально имело название Тресвятское.
В 1859 году здесь было 75 дворов и 670 жителей. Во второй половине XIX века рядом с селом прокладывали железнодорожный путь. Одну из станций назвали в честь села — «Тресвятская».

### Советский период
В 1917 году началась Октябрьская Революция. В 1923 году село Тресвятское было переименовано в село Парижская Коммуна — в честь революционного Парижского движения 1871 года.
В 1929—1930 годах в селе происходила массовая коллективизация. Был создан колхоз им. Жданова, куда вошли сёла Забугорье, Углянец, Никоново и сама Парижская Коммуна. Первым председателем стал Филипп Егорович Анохин, который проработал там 20 лет.
В 1956 году появляется совхоз им. Парижской Коммуны, первым директором которой был И. М. Сухоруков.
В 1972 году в селе открыли новую школу, после закрытия школы в Забугорье, также позже старую младшую школу снесли, сейчас на её месте стоит табличка о ней
С 1972 по 1982 года директором совхоза был А. И. Мачнев, С 1982 по 1985 года — В. П. Кучеров, а с 1985 по 1990 года — Ю. В. Офицеров.

### Постсоветский период
В 1991 Советский Союз распадается, и Парижская Коммуна становится селом в составе Российской Федерации. В 2002 году на базе совхоза было создано ООО «Сатурн», которое занимается выращиванием зерновых культур.

## Население
| 1859 | 1897 | 2000 | 2005 | 2010 |
| ---- | ---- | ---- | ---- | ---- |
| 670  | ↗782 | ↗922 | ↘788 | ↗844 |

## Достопримечательности
В Парижской Коммуне находится музей «Дом Предков», в котором хранятся вещи времён Российской империи и Советского Союза. Ведёт этот музей пожилая семейная пара Татьяна Николаевна и Валерий Вячеславович Ефремовы.
Также около Парижской Коммуны есть платный (только при въезде на машине) пруд «Берёзки».
Рядом с местным клубом находится мемориал «Погибшим воинам-односельчанам в годы Великой Отечественной войны 1941—1945 гг.»
По адресу улица Пушкина, 71 располагается Троицкая церковь построенная в конце 2010-х годов. До неё, в XVIII веке была построена другая церковь снесённая большевиками.
На той же улице находится старинный колодец.